# 3009 Coventry
För andra betydelser, se Coventry (olika betydelser).
3009 Coventry eller 1973 SM2 är en asteroid i huvudbältet som upptäcktes den 22 september 1973 av den rysk-sovjetiske astronomen Nikolaj Tjernych vid Krims astrofysiska observatorium på Krim. Den har fått sitt namn efter den brittiska staden Coventry.
Asteroiden har en diameter på ungefär 3 kilometer och den tillhör asteroidgruppen Flora.